# Григориј Распућин
Григориј Јефимович Распућин (рус. Григо́рий Ефи́мович Распу́тин; Покровско, 10. јануар 1869 — Петроград, 29. децембар 1916) је био руски мистик. Представљајући се као видовњак и чудотворац, успео је да се наметне као особа од поверења на руском двору. Имао је велики утицај на последње дане Романових, и значајну улогу у животима цара Николаја II и његове жене Александре, и њиховог сина Алексеја који је патио од наслеђене хемофилије од краљице Викторије. Његов успон у моћи, с обзиром на скромно порекло, уједињен са његовим религијским настројењима од њега је начинио једну од најконтроверзнијих личности 20. века. Ово је доживело свој врхунац у његовом убиству, које је зарад угледа монархије извршила група племића. До данашњег дана, највише се памти по гласинама које су за његово време кружиле по двору и међу народом; између осталог, његовим инославним афинитетима и љубавним аферама на двору.

## Детињство и младост
Григорије Распућин, који име добија по Светом Григорију Нисијском је рођен у малом сибирском селу Покровско, на обали реке Туре у Тоболској губернији. За датум рођења узима се 21. јануар 1869. године. Његови родитељи су поред њега имали још седморо деце, од којих је већина помрла.
Нема много података о његовом детињству, а оно што је познато највероватније су изнели чланови његове породице. Зна се да је имао сестру по имену Марија и старијег брата Димитрија. Марија, која је по свему судећи боловала од епилепсије, удавила се у реци. Једном приликом, док су се Распућин и Димитрије играли поред језера, Димитрије је упао у језеро, а Распућин је скочио да га спасе. Обојицу их је из језера извукао један случајни пролазник, али је Димитрије потом умро од упале плућа. Губитак сестре и брата оставили су дубок траг на Распућина, који је своје двоје деце назвао Марија и Димитрије.
Са напуњених 18 година одлази на 3 месеца у Верхотурски манастир. Тамо се придружује забрањеној секти хлисти. 1901. одлази од куће у Покровскоју као ходочасник и путује преко Грчке и Јерусалима. 1903. Распућин стиже у Петроград, где се представља као старец, или свети човек, са исцелитељским и видовњачким моћима.

## Верско преобраћење
Године 1897, Распућин је поново развио интересовање за религију и напустио Покровскоје да би отишао на ходочашће. Његови разлози су нејасни; према неким изворима, Распућин је напустио село да би избегао казну због своје улоге у крађи коња. Други извори сугеришу да је имао визију Богородице или Симеона Верхотурског, док трећи сугеришу да је Распућиново ходочашће инспирисала млада студенткиња теологије, Мелити Заборовски. Без обзира на разлоге, Распућин је одбацио свој стари живот: имао је двадесет осам година, ожењен десет година, са малим сином и још једним дететом на путу. Према Дагласу Смиту, његова одлука „могла је бити изазвана само неком врстом емоционалне или духовне кризе“.
Распућин је раније предузимао краћа ходочашћа у Свети Знаменски манастир у Абалаку и у Тоболску катедралу, али га је посета манастиру Светог Николе у Верхотурју 1897. преобразила. Тамо је срео и био је „дубоко понижен“ од стране старца (старешине) познатог као Макари. Претпоставља се да је Распућин провео неколико месеци у Верхотурју и да је ту научио да чита и пише, али се касније жалио на манастир, тврдећи да су се неки од монаха бавили хомосексуалношћу и критикујући монашки живот као превише принудан. Вратио се у Покровскоје као промењен човек, изгледао је разбарушен и понашао се другачије. Постао је вегетаријанац, одрекао се алкохола, молио се и певао много усрдније него што је то био случај у прошлости.
Распућин је провео године које су уследиле као страник (свети луталица или ходочасник), остављајући Покровскоје месецима или чак годинама да би лутао земљом и посетио разна света места. Могуће је да је 1900. одлутао чак до Свете Горе — центра православног монашког живота.
До раних 1900-их, Распућин је развио мали круг следбеника, првенствено чланова породице и других локалних сељака, који су се молили са њим недељом и другим светим данима када је био у Покровскоју. Градећи импровизовану капелу у Ефимовом подруму – Распућин је у то време још увек живео у домаћинству свог оца – група је тамо одржавала тајне молитвене састанке. Ови састанци су били предмет извесне сумње и непријатељства сеоског свештеника и других сељана. Причало се да су га следбенице церемонијално прале пре сваког састанка, да је група певала чудне песме, па чак и да се Распућин придружио хлистима, верској секти чији су екстатични ритуали укључивали самобичевање и сексуалне оргије. Међутим, према историчару Џозефу Фурману, „поновљене истраге нису успеле да утврде да је Распућин икада био члан секте“, а гласине да је он хлист изгледају неосноване.

## Исцелитељ царевића Алексеја
На свом путешествију као ходочасник сазнао је о Алексејевој болести коју је наследио од чукунбабе краљице Викторије, енглеске краљице. Након пада са коња на одмору са фамилијом, Алексеј је задобио унутрашње крварење. Тражећи свуда помоћ своме сину, царица се обратила најбољој пријатељици Ани Вирубовој да нађе помоћ, на шта је Распућин препоручен. Распућин је заиста олакшао дечакове муке, наводно кроз молитве, али претпоставља се да је користећи пијавице или хипнозу успевао да дечаку заустави крварење.
Након неколико успешних лечења, Распућин је задобио поверење цара, који га је прогласио пријатељем фамилије и светим човеком. Постепено, Распућин задобија све већи и већи утицај на царицу Александру, чак и у политичком погледу.

## Контроверза
Распућин је у међувремену постао контроверзна личност, водећи скандалозни лични живот са женама петроградског високог друштва. Шта више, виђан је често како одлази са проституткама, опија се и не враћа кући до рано ујутру. Био је увек прљав, ретко се купао и некултурно се понашао на јавним местима. Због свега тога, петроградска елита га није баш широкогрудо прихватала.
Имао је и конфликт са Руском православном црквом због свога уверења да се повезаност са Богом ствара кроз грех, јер по његовом мишљењу, грех је неизоставни елемент људског понашања, и да кроз верниково признање о почињеном греху и прихватању понижења од других, задобија милост Бога.
На почетку рата, Распућин прориче да ће руска армија бити успешна само ако сам цар узме команду над војском, што је због лоше припремљеног цара Николаја резултовало лошим последицама по Русију. Док је цар био на фронту, Распућинов утицај на царицу Александру је растао. Убрзо је постао лични саветник царице и напунио политичка места својим кандидатима. Због Распућиновог утицаја, а и због Првог светског рата, руска економија је почела нагло пропадати. Кривљена је наравно царица Александра, а са њом и Распућин јер се знало о његовом утицају на њу.
Распућинов утицај су користили политичари и новинари којима је било у циљу да ослабе интегритет династије Романов, присиле цара да се одрекне апсолутне власти и одвоје Руску православну цркву од државе.

## Смрт
У ноћи 30. децембра 1916, Григорија Распућина је одлучио да убије кнез Феликс Јусупов, царичин рођак, и група завереника. Прво су покушали да га отрују вином и колачима, али отров није деловао. Затим га је кнез Јусупов упуцао из непосредне близине, па је Распућин пао на под наизглед мртав. Након неколико минута устао је, ударио кнеза Јусупова и покушао побећи. Остали завереници су га ухватили, истукли, испалили у њега још метака те га бацили у хладну реку Неву. Када је Распућиново тело пронађено, плућа му нису била испуњена водом, што је показало да је био мртав пре бацања у реку, тј. да се није утопио.